# قبیله (فیلم ۱۹۹۸)
«قبیله» (انگلیسی: The Tribe (1998 film)) یک فیلم است که در سال ۱۹۹۸ منتشر شد.